# Saison 2016 des Angels de Los Angeles
La saison 2016 des Angels de Los Angeles est la 56e saison en Ligue majeure de baseball pour cette franchise. 

## Contexte
Les Angels de 2015 poursuivent une place en séries éliminatoires mais sont éliminés au dernier jour de la saison régulière. Même si leur vedette Mike Trout termine deuxième du vote de fin d'année désignant le joueur par excellence de la Ligue américaine, devenant le premier joueur à se classer dans le top 2 pour ce prestigieux prix après ses 4 premières saisons complètes dans les majeures, les Angels gagnent 13 parties de moins qu'en 2014 et terminent troisièmes de la division Ouest de la Ligue américaine avec 85 victoires contre 77 défaites. 

## Calendrier pré-saison
L'entraînement de printemps 2016 des Angels se déroule du 2 mars au 3 avril.

## Saison régulière
La saison régulière de 162 matchs des Angels débute le 4 avril par la visite à Anaheim des Cubs de Chicago et se termine le 2 octobre suivant. 

### Classement
| Ligue américaine division Ouest | V  | D  | %    | Diff. | Diff. (séries) |
| ------------------------------- | -- | -- | ---- | ----- | -------------- |
| Rangers du Texas                | 95 | 67 | ,586 | -     | -              |
| Mariners de Seattle             | 86 | 76 | ,531 | 9     | 3              |
| Astros de Houston               | 84 | 78 | ,519 | 11    | 5              |
| Angels de Los Angeles           | 74 | 88 | ,457 | 21    | 15             |
| Athletics d'Oakland             | 69 | 93 | ,426 | 26    | 20             |